# Poolbillard-Panamerikameisterschaft 2010
Die Poolbillard-Panamerikameisterschaft 2010 war die zwölfte Austragung der vom amerikanischen Billardverband CPB veranstalteten Kontinentalmeisterschaft im Poolbillard. Sie fand vom 18. bis 23. Juli 2010 in der venezolanischen Hauptstadt Caracas statt. Gespielt wurde die Disziplin 9-Ball in den Kategorien Herren, Damen, Junioren und Juniorinnen ausgespielt. Bei den Herren zudem einen 8-Ball-Wettbewerb, der auf Aruba stattfand.

## Medaillengewinner
| Disziplin            | Gold           | Silber           | Bronze          |       |
| -------------------- | -------------- | ---------------- | --------------- | ----- |
| Herren – 8-Ball      | Jalal Yousef   | Frailin Guanipa  | Rubén Bautista  | [ 1 ] |
| Herren – 9-Ball      | Ignacio Chávez | Enrique Rojas    | Frailin Guanipa | [ 2 ] |
| Damen – 9-Ball       | Karen García   | Mirjana Grujicic | Adriana Villar  | [ 3 ] |
| Junioren – 9-Ball    | Marcos García  | Ignacio Block    | Kevin Oliva     | [ 4 ] |
| Juniorinnen – 9-Ball | Karen García   | Fiama Rossati    | Elena Catalan   | [ 5 ] |